# 基夫 (北达科他州)
基夫（英語：Kief），是美国北达科他州下属的一座城市。根据2010年美国人口普查，该市有人口13人。